# Le Lion de mer
Le Lion de mer es una isla rocosa, compuesta de rocas rojas (pórfido), ubicada en la bahía de San Rafael (baie de Saint-Raphaël) en el sur del país europeo de Francia.
Una Virgen en un trono esta en la cima de la isla y en la punta hay instalaciones técnicas.
El sitio es también un punto de buceo reconocido. Incluye una bóveda llena de flores de coral. Dos estatuas adornan la salida del pasaje del arco: una Virgen y una sirena.
Se encuentra cerca de otra isla rocosa llamada el León de la tierra.